# NGC 5443
NGC 5443 é uma galáxia espiral barrada (SBb) localizada na direcção da constelação de Ursa Major. Possui uma declinação de +55° 48' 52" e uma ascensão recta de 14 horas, 02 minutos e 11,6 segundos.
A galáxia NGC 5443 foi descoberta em 14 de Abril de 1789 por William Herschel.